# Шаповалова, Екатерина Николаевна
Екатерина Николаевна Шаповалова (22 июня 1922, село Гуляйполе, Акмолинский уезд, Акмолинская губерния, Киргизская АССР — 27 сентября 1982, село Октябрьское, Шортандинский район, Целиноградская область, Казахская ССР) — свинарка совхоза «Андреевский» Алексеевского района Целиноградской области, Казахская ССР. Герой Социалистического Труда (1966).

## Биография
Родилась в 1922 году в крестьянской семье в селе Гуляйполе Акмолинского уезда. Росла без отца, умершего до её рождения. Окончила два класса местной начальной школы, помогала матери в домашнем хозяйстве. В 1938 году вступила в колхоз, где трудилась дояркой на молочно-товарной ферме до 1941 года. После начала Великой Отечественной войны работала помощником комбайнёра. С 1944 года — на различных работах, летом — поваром на обслуживании механизированной бригады, зимой — телятницей на колхозной ферме. С 1950 года — свинарка в этом же колхозе. В 1954 году участвовала во Всесоюзной выставке ВСХВ.
С 1961 года проживала в соседнем селе Октябрьское, где трудилась свинаркой на свинотоварной ферме совхоза «Андреевский» Алексеевского района. Ежегодно показывала высокие трудовые результаты, получая от каждой свиноматки в среднем 20 — 25 поросят. Указом Президиума Верховного Совета СССР от 22 марта 1966 года удостоена звания Героя Социалистического Труда за «достигнутые успехи в развитии животноводства, увеличении производства и заготовок мяса, молока, яиц, шерсти и другой продукции» с вручением ордена Ленина и золотой медали «Серп и Молот» (№ 11265).
После выхода на пенсию проживала в селе Октябрьское Шортандинского района. С 1977 года — персональный пенсионер союзного значения. Умерла в сентябре 1982 года. Похоронена на сельском кладбище в селе Октябрьское.
Награды
- Герой Социалистического Труда
- Орден Ленина
- Медаль ВСХВ (1954)